# Șanț intermamar
Șanțul intermamar sau fisura intermamară este o caracteristică a suprafeței la bărbați și femei, care marchează delimitarea celor doi sâni de stern (osul pieptului) din mijloc.      Federația Internațională a Asociațiilor Anatomiștilor (IFAA) folosește termenii „sulcus intermammarius” sau „despicătură intermamară” atunci când se referă la zona dintre sâni.   

## Etimologie
„Intermamar” („ inter ”, între + „ mamă ”, sâni + „ ry ”, loc    ) înseamnă ceva care este localizat sau desfășurat între sâni (exemplu: actul sexual intermamar).  „Sulcus” este un cuvânt latin care înseamnă brazdă sau canelură, folosit în mod obișnuit pentru a desemna o pliere, fisură sau brazdă a creierului (exemplu: sulcus lateral).   În uz popular, zona este denumită în mod obișnuit decolteare sânilor. În limbajul chirurgical, clivajul sau fisura intermamară este, de asemenea, cunoscut sub numele de „definiție medială” sau „pli medial” al sânilor.   O linie imaginară între mameloane care traversează fanta intermamară, servind ca reper pentru unele proceduri de RCP, este cunoscută sub numele de „linie intermamară”. 

## Anatomie
Fișier:Superficial anatomy (unnoted).png

### Piele
La linia mediană a sânului - fisura intermamară - un strat profund de fascia superficială (stratul inferior al pielii) este fixat ferm de fascia pectorală (partea exterioară a mușchilor toracici) și de periost (membrana osoasă) a sternului. Formează o margine de care susține sânii. 

### Mușchii
Mușchiul sternal este o variantă anatomică care se află în fața capătului sternal al pectoralului mare, de-a lungul aspectului anterior al corpului sternului. Mușchiul sternal provine adesea din partea superioară a sternului și poate avea inserții variate, cum ar fi fascia pectorală, coastele inferioare, cartilajele costale, teaca muschiului drept,  aponevroza mușchiului oblic extern abdominal .    Există încă un dezacord cu privire la inervația și originea sa embrionară.  Partea sternală (spre stern) a mușchiului pectoral mare este distinctă de partea claviculară (spre claviculă), iar cele două sunt separate printr-un interval fascial.  Latura sternală este de obicei mai robustă și are o orientare a fibrelor care se emulează cel mai bine terminația descendentă a mușchiului subscapular (mușchiul axilei). 

### Ligamente
O structură densă a ligamentelor Cooper este inserată medial în piele deasupra sternului, determinând forma sânilor și a șantului intermamar.  Aceste ligamente ajută la susținerea sânilor într-o poziție tensionată; pierderea elasticității sau atenuarea acestor ligamente are ca rezultat ptoza (lăsarea) sânilor.  

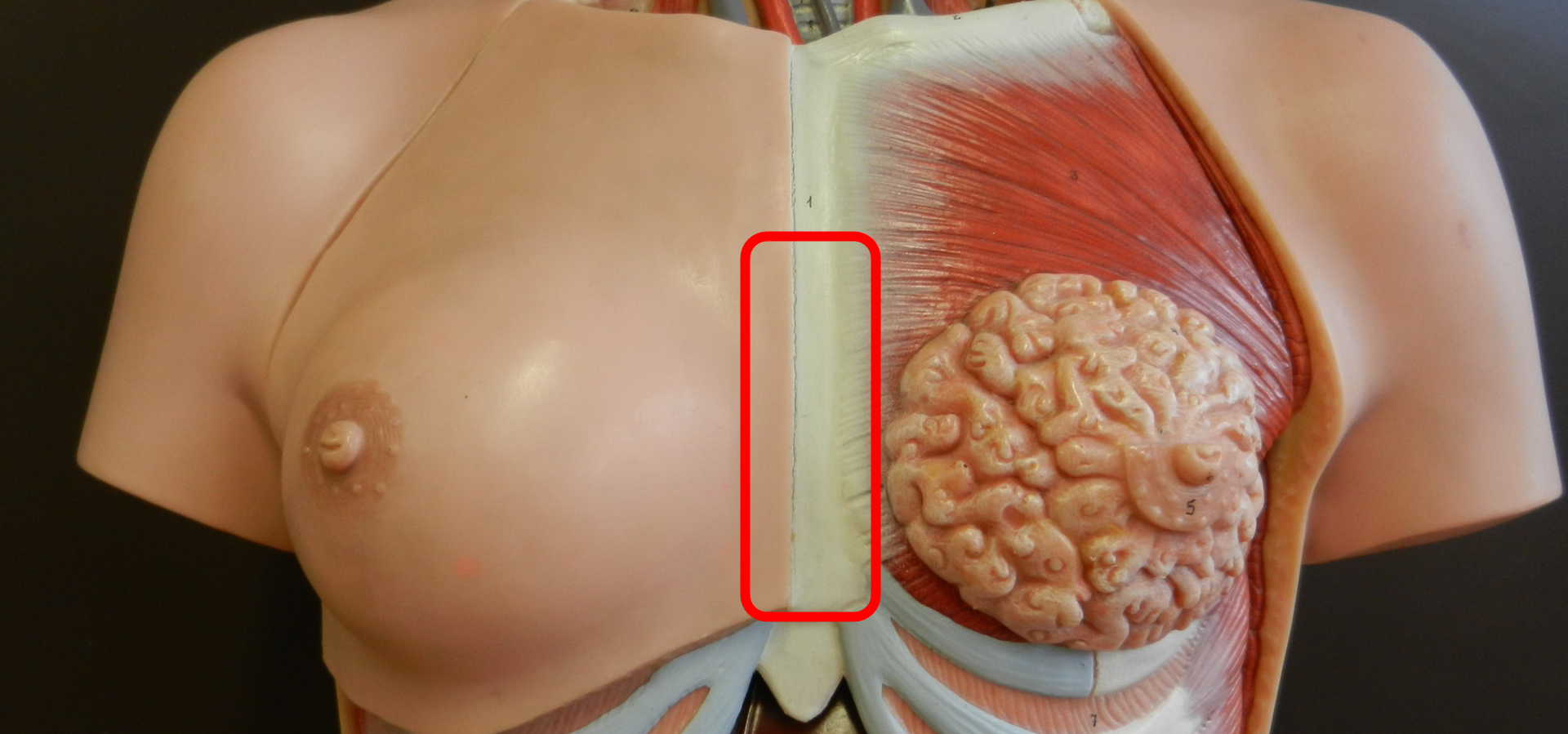
Anatomia clivajului, zona conturată roșie este fanta intermamară

### Arterele
Aprovizionarea majoră cu sânge în zonă este făcută prin artera intermamară (cunoscută și sub numele de artera toracică internă) în cavitatea toracică.  În rândul femeilor, această arteră este mai mare.  Din care ramurile perforante anterioare transportă sângele în plexul arterial circummamarian, o rețea vasculară formată din ramuri între arterele minute din jurul sânilor, cu ramuri mamare laterale care se curbează în jurul marginii laterale ale mușchiului pectoral mare.   

### Limfa
Vasele limfatice originare la baza mameloanelor se pot extinde ventral până la fisura intermamară  și la sânul opus.  Limfaticele intermamare încep ca o grămadă de canale mici formate dintr-un singur strat de epiteliu care este susținut de țesuturile stromate. Fiecare plasă a acestei rețele înconjoară unul sau mai mulți dintre lobulii finali ai glandelor și își primește limfa din spațiile interaceroase dintre acinii glandelor. 

### Nervi
Primul nerv intercostal, o ramură minusculă (ramus) a diviziunii anterioare a primului nerv toracic, are un traseu de-a lungul primului spațiu intercostal (marginea inferioară a primei coaste), se deplasează spre stern pentru a inerva pielea lângă linia mediană și, ca prima ramură cutanată (cutanată) anterioară a toracelui, se termină pe partea din față a pieptului.    Alimentarea nervoasă către mușchii sternali provine din al treilea nerv intercostal drept prin ramura sa cutanată anterioară. 

## Afecțiunile clinice

### Poikiloderma Civatte
Poikiloderma Civatte, o afecțiune a vaselor de sânge dilatate și a petelor roșii până la roșu-maronii, este comună în partea superioară a decolteului, în special pentru cei care poartă sutiene sport sau sutiene push-up pentru perioade prelungite și afectează frecvent pielea mijlocie în vârstă până la femei în vârstă.   Se caracterizează prin hipopigmentare, hiperpigmentare, telangiectazii și atrofie superficială a pielii (se raportează mâncărime ocazională), este o altă afecțiune cauzată de expunerea îndelungată la lumina soarelui.   Poikiloderma și Dermatohelioza sunt tratate prin descuamare (peelingul pielii).  

### Hidradenită supurativă
Hidradenita supurativă este o boală cronică a pielii necontagioasă care afectează pielea intertriginoasă a glandelor sudoripare apocrine care poartă zone precum pliul inframamar și șantul intermamar. Se caracterizează prin grupuri de abcese, chisturi epidermoidale, chisturi sebacee, chisturi pilonidale .   Nu există un singur tratament eficient pentru hidradenita supurativă. Tratamentele recomandate include antibiotice, antiandrogeni, corticosteroizi, ciclosporine și inhibitori ai TNF . 

### Tinea versicolor
Tinea versicolor este o afecțiune caracterizată prin erupții de mărimea acului de pin până la cea a unei monezi trunchiul corpului și la extremitățile proximale, care afectează adesea clivajul sânilor ca o bandă îngustă de leziuni.   Majoritatea tinea versicolor este cauzată de ciuperca Malassezia globosa, deși Malassezia furfur este responsabilă pentru un număr mic de cazuri.   Medicamentele antifungice topice care conțin sulfură de seleniu sunt adesea recomandate pentru a trata tinea versicolor. 

### Psoriazis
Șantul intermamar poate fi atacat de psoriazisul de tip placă, care la rândul său poate provoca eritematos .  Prurigo pigmentos este o afecțiune cutanată rară, de cauză necunoscută, care afectează locurile deprimate de pe piept și spate, precum zona intermamară. Se caracterizează prin apariția bruscă a papulelor eritematoase care lasă o hiperpigmentare reticulată atunci când se vindecă.   Papilomatoza confluentă și reticulată, caracterizată prin papule asimptomatice, mici, roșii până la maronii, ușor verucoase, apare pe trunchiul superior, zona de decolteare și spate.  Parakeratoza granulară, deși este în principal o afecțiune a zonei axilei, se găsește și pe decolteu. 

### Hirsutism
Majoritatea femeilor au o creștere a părului pe măsură ce îmbătrânesc, dar unele au mai mult păr pe decolteu, pe față și în alte părți din cauza hirsutismului, adesea ca urmare a sindromului ovarului polichistic . Părul de pe decolteu este supărător pentru multe femei. Există două modalități de îndepărtare a părului - temporar (adică bărbierit, epilare, smulgere, creme pentru îndepărtarea părului sau decolorare) și permanent (electroliză sau epilare cu laser). De asemenea, ajută pastilele contraceptive.  

### Simmastia
Simastia este o afecțiune definită ca o confluență a țesutului mamar al ambilor sâni pe șanț intermamar care le împarte în mod normal. Poate fi corectat chirurgical de către un chirurg plastic prin revizuirea simastiei.  Simastia poate fi fie o anomalie congenitală, fie iatrogenă .  Simastia congenitală este o afecțiune rară, cu puține cazuri publicate. Simastia iatrogenă poate apărea după mărirea sânilor, formând ceea ce este denumit și coloquial ca „uniboob” sau „breadloafing” ca urmare a eliberării pielii și a țesutului muscular din jurul sternului datorită supra-disecției. 

## În medicina alternativă

Mandala (diagrama) pentru chakra anahata, inima yoghină care se află la depresiunea de pe stern între mameloane

Zona de decolteu este specială în filozofia ayurvedică și yoghină, deoarece cea de-a patra chakră sau chakra anahata (अनाहत însemnând „neîntrerupt” în sanscrită, chakra inimii) se presupune că se află la nivelul depresiunii din stern.   Chakra astrală anahata se presupune că se află între sâni, chiar în partea din față a pieptului la nivelul mameloanelor.    Potrivit lui Yogashikha Upanishad, textul sacru despre yoga, 101 nadis (canale de energie) conectează chakra anahata cu restul corpului, inclusiv ida, pingala și shushumna, cei trei nadis majori. 
Conform filozofiei yoga, kundalini shakti (energia feminină) se ridică din chakra muladhara (chakra rădăcinii) în zona pelviană pentru a ajunge în zona de  unde la chakra anahata este exprimată ca iubire, ură și frică.  În zona de decolteare, conform filosofiei yoga, se află inima yogică a unei persoane, nu inima cărnii  care servește drept punte între cele trei chakre inferioare și cele trei chakre superioare,  și când kundalini rămâne în Chakra Anahata, o persoană este înclinată spre dorințe, gânduri și acte bune și nobile. 
Conform medicinei tradiționale chineze (TCM), shan zhong ( Ren-17, 膻 中; dan jung, 단중 în coreeană) este acupunctul care se află la intersecția liniei medii sternale și a unei linii care leagă mameloanele. Numele shan zhong se referă la amplasarea sa în centrul pieptului, așezat pe un „altar” (adică sternul) sau un „lăcaș de cult”.  A fost descris de Lingshu Jing, Pivotul Divin ca locația pericardului . De asemenea, este punctul focal pentru reglarea fluxului qi, forța vitală a oricărei entități vii, în întregul corp, în special în piept și sâni.   De asemenea, ajută la asigurarea ușurării emoționale și la calmarea spiritului. 